# Кукурахцево
Кукура̀хцево е село в Югозападна България. То се намира в община Петрич, област Благоевград.

## География
Село Кукурахцево се намира в планински район, в южните склонове на планината Огражден в подножието на Муратов връх. Хората в района се занимават със земеделие – предимно отглеждат картофи и тютюн, както и с животновъдство. С всяка измината година населението намалява все повече, заради лошата инфраструктура.

## История
До 1947 година Кукурахцево е махала на бившето сборно село Игуменец.
Село Кукурахцево е основано малко след падането на българските земи под османска власт от двама братя, бегълци от град Кукуш, днес в Гърция. Преданието гласи, че двамата братя имали много красива сестра, която била отвлечена и убита от турски войници. Братята отмъщават за нея, но турците започват да ги преследват, те бягат от Кукуш и намират прикритие в местност, близо до днешно Кукурахцево, наречена по-късно от хората Бежонийте (от бежанец). По-късно двамата братя си разделят земите, като единият остава в земите на днешното село Чурилово, а другият в Кукурахцево.
Между двете села още през XIX век е изграден манастирът „Свети Георги“, който е най-големият манастир в планина Огражден.
Според статистиката на секретаря на Българската екзархия Димитър Мишев („La Macédoine et sa Population Chrétienne“) в 1905 година християнското население на махала Кукоравци (Koukouravtzi) от село Егуменец (Egoumenetz) се състои от 382 българи екзархисти.

## Население

### Етнически състав

#### Преброяване на населението през 2011 г.
Численост и дял на етническите групи според преброяването на населението през 2011 г.:
|                     | Численост |
| Общо                | 46        |
| Българи             | 46        |
| Турци               | -         |
| Цигани              | -         |
| Други               | -         |
| Не се самоопределят | -         |
| Неотговорили        | -         |